# Clarence Dill

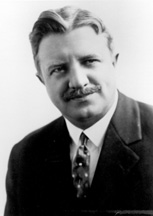
Clarence Dill

Clarence Cleveland Dill (* 21. September 1884 im Knox County, Ohio; † 14. Januar 1978 in Spokane, Washington) war ein US-amerikanischer Politiker der Demokratischen Partei. Er vertrat den Bundesstaat Washington in beiden Kammern des US-Kongresses.

## Leben
Clarence Dill, der nahe Fredericktown in Ohio geboren wurde, arbeitete nach dem Schulbesuch zunächst selbst als Lehrer. Nach seinem Abschluss an der Ohio Wesleyan University in Delaware war er auch als Zeitungsjournalist tätig, ehe er 1908 nach Spokane zog und dort wieder einen Lehrerjob übernahm. Danach studierte er Jura, wurde 1910 in die Anwaltskammer aufgenommen und begann als Jurist zu praktizieren. Zwischen 1911 und 1913 war Dill stellvertretender Bezirksstaatsanwalt im Spokane County; im Jahr 1913 fungierte er zudem als Privatsekretär des Gouverneurs von Washington, Ernest Lister.

## Politik
1914 begann seine politische Laufbahn mit der Wahl ins US-Repräsentantenhaus. Nach zwei Amtszeiten unterlag er beim Wiederwahlversuch im Jahr 1918 dem Republikaner J. Stanley Webster und schied aus dem Kongress aus. Dafür gelang es ihm 1922, einen Sitz im US-Senat zu erringen. Auch hier absolvierte er zwei Amtszeiten und schied 1935 freiwillig aus.
Im Jahr 1940 bewarb Dill sich um das Amt des Gouverneurs von Washington, verlor aber gegen den Republikaner Arthur B. Langlie. Zwei Jahre später unternahm er seinen letzten Versuch, in ein öffentliches Amt gewählt zu werden, verpasste jedoch die Rückkehr ins Repräsentantenhaus gegen den Republikaner Walt Horan. In der Folge war er von 1945 bis 1948 Mitglied der Columbia Basin Commission sowie zwischen 1946 und 1953 Sonderberater des US-Justizministers from 1946 to 1953.
Danach arbeitete Dill wieder als Anwalt in Spokane, ehe er 1978 verstarb. Er war der letzte noch lebende US-Senator aus der Zeit vor der großen Depression.